# Sphaerodoropsis aestuarum
Sphaerodoropsis aestuarum är en ringmaskart som beskrevs av Averincev 1990. Sphaerodoropsis aestuarum ingår i släktet Sphaerodoropsis och familjen Sphaerodoridae. Inga underarter finns listade i Catalogue of Life.